# Mụn nhọt
Mụn nhọt (thường được biết đến như một cái mụn hoặc nhọt) là một dạng kết quả của sự bít tắc lỗ chân lông do dư thừa bã nhờn và các tế bào chết, gây tắc nghẽn các lỗ chân lông nằm sâu trong da. Trong nhiều trường hợp trầm trọng hơn, nó có thể phát triển thành một nốt mụn mủ hay một nốt sần. Mụn nhọt có thể được điều trị bởi các loại thuốc đặc trị mụn, thuốc kháng sinh, và thuốc chống viêm dưới sự chỉ định của bác sĩ, hoặc có rất nhiều các giải pháp khác nhau được bán tại quầy thuốc.

## Nguyên nhân
Các tuyến bã nhờn bên trong lỗ chân lông của da sẽ sản sinh ra chất nhờn. Khi lớp bên ngoài của da bong ra (một quá trình tự nhiên và liên tục bình thường của cơ thể), thì da chết và các chất dầu nhờn để lại sau đó có thể liên kết với nhau và gây nên sự tắc nghẽn các tuyến bã nhờn tại tận sâu của làn da. Điều này rất phổ biến khi làn da trở nên dày hơn ở tuổi dậy thì. Các tuyến bã nhờn tiếp tục sản xuất chất nhờn, điều này càng làm nặng thêm tình trạng bít tắc, khiến cho vi khuẩn dễ dàng phát triển tại các khu vực đó, bao gồm cả các loài Staphylococcus aureus (tụ cầu vàng) và Propionibacterium acnes, là nguyên nhân gây viêm và nhiễm trùng. 

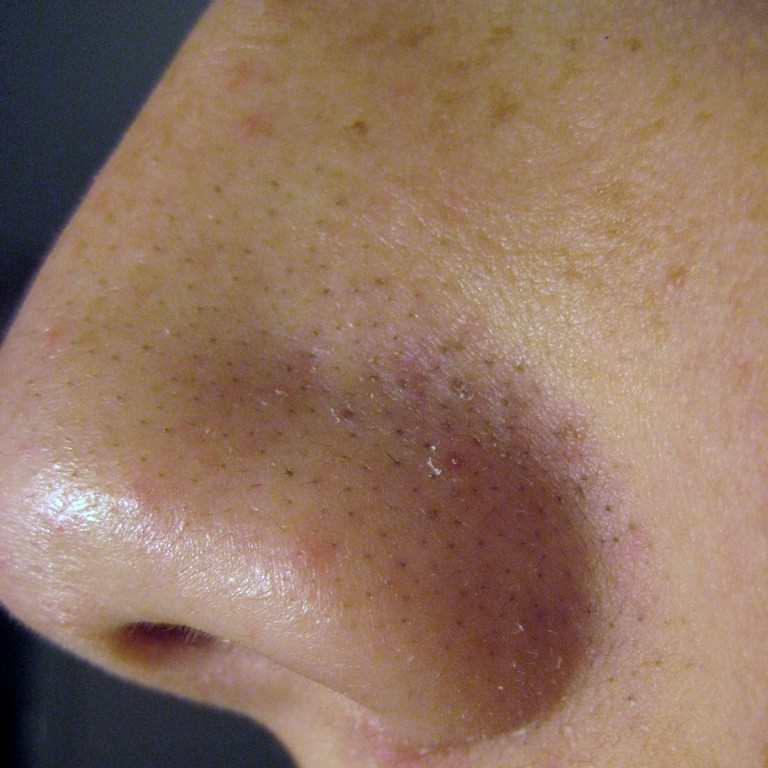
Đầu đen, chất nhờn màu sẫm tạo ra bởi bởi phản ứng với không khí, có thể phát triển thành mụn nhọt nếu các lỗ chân lông bên dưới chúng vẫn tắc
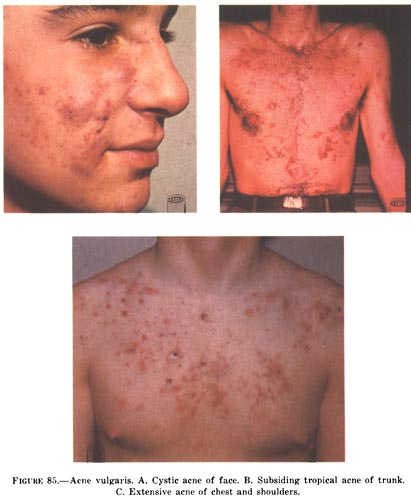
Một số mụn nhọt nặng có thể sưng và xuất hiện trên lưng và ngực.

## Điều trị
Các loại thuốc rất phổ biến được bán tại quầy thuốc cho việc điều trị mụn nhọt bao gồm benzoyl oxy, salicylic acid, và các thuốc sát khuẩn như triclosan. Những bôi thuốc đó có thể được tìm thấy trong nhiều thuốc dạng kem và gel sử dụng để điều trị mụn (mụn trứng cá), khiến cho làn da dễ bị bong tróc, điều này giúp loại bỏ vi khuẩn nhanh hơn. Trước khi bôi các sản phẩm thuốc này,thì nên rửa mặt bằng nước ấm, hay sử dụng rửa mặt và sau đó lau khô.